# Кривошеев, Дмитрий Сергеевич
Дмитрий Сергеевич Кривошеев (бел. Дзмітрый Сяргеевіч Крывашэеў; род. 19 сентября 1998, Мозырь, Гомельская область) — белорусский футболист, полузащитник гомельского «Локомотива».

## Карьера

### «Славия-Мозырь»
Воспитанник мозырской «Славии». В 2015 году стал выступать в дублирующем составе. В 2018 году стал привлекаться к играм с основной командой. Дебютировал за клуб 5 мая 2018 года против «Сморгони». Дебютный гол за клуб забил 12 мая 2018 года в  матче против «Слонима». Закрепился в основной команде и помог клубу стал победителем Первой Лиги. С выходом в сильнейший дивизион стал выступать за дублирующий состав клуба. Дебют в высшей лиге состоялся 10 мая 2019 года в матче против «Минска». В общей сложности провёл за клуб 6 матчей во всех турнирах с момента выхода в чемпионат.

#### Аренда в «Локомотив» Гомель
В марте 2021 года отправился в аренду в гомельский «Локомотив». Дебютировал за клуб 18 апреля 2021 года в матче против «Крумкачей». Первым результативным действием отличился 21 мая 2021 года в матче против «Барановичей», отдав голевую передачу. Затем в июле 2021 года получил травму и пропустил весь сезон. По окончании арендного соглашения покинул клуб и вернулся назад в мозырскую «Славию».

### «Локомотив» Гомель
В августе 2023 года футболист на правах свободного агента перешёл в гомельский «Локомотив». Первый матч за клуб сыграл 5 августа 2023 года против «Островца», выйдя на замену на 63 минуте. Дебютный гол за клуб забил 24 сентября 2023 года в матче против клуба «Жодино-Южное». На протяжении сезона футболист был одним из основных игроков гомельского клуба, чередуя матчи в стартовом составе и со скамейки запасных, отличившись 2 забитыми голами. По итогу сезона футболист вместе с клубом завершил чемпионат на итоговом четвёртом месте.

## Достижения
«Славия-Мозырь»
- Победитель Первой Лиги: 2018